# Six Flags New England

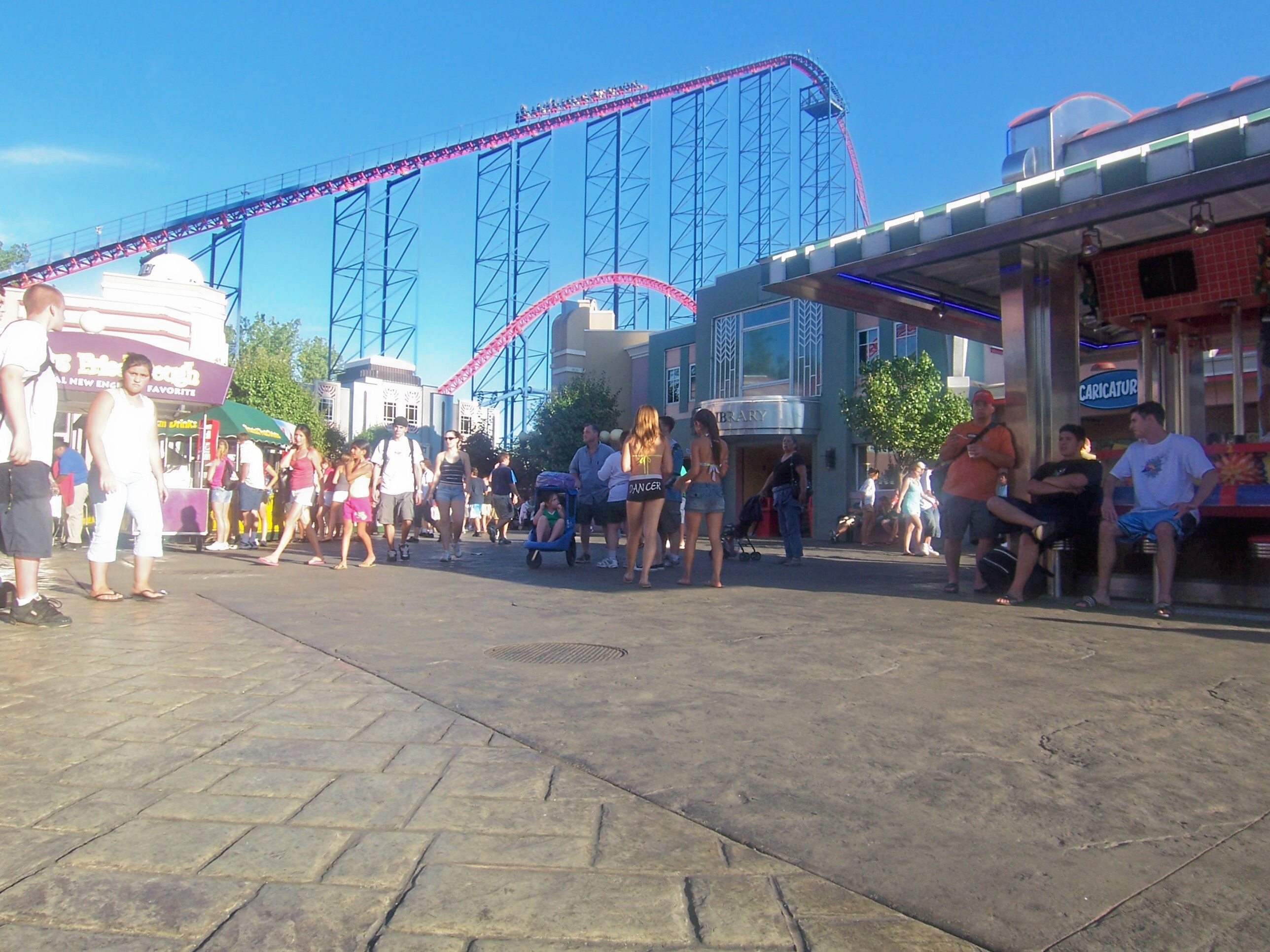
De stalen achtbaan de Bizarro.

Six Flags New England is een attractiepark gelegen in Agawam, Massachusetts in de Verenigde Staten. Het behoort tot de keten van Six Flags-parken in de wereld. Six Flags New England heette sinds 1840 Gallops Grove. In 1940 veranderde de naam in Riverside Park en heeft sinds 2000 de huidige naam. Het park beslaat 95 hectare en heeft 46 attracties, waaronder negen achtbanen en twee waterattracties.

## Achtbanen
| Naam                                            | Openingsjaar | Type                             | Bouwer                        | Parkdeel                |
| ----------------------------------------------- | ------------ | -------------------------------- | ----------------------------- | ----------------------- |
| Thunderbolt                                     | 1941         | Houten achtbaan                  | Philadelphia Toboggan Company | Main Street             |
| Great Chase                                     | 1996         | Kinderachtbaan                   | E&F Miller Industries         | Looney Tunes Movietown  |
| Riddler Revenge                                 | 1997         | Omgekeerde achtbaan              | Vekoma                        | Gotham City             |
| Catwoman's Whip                                 | 2000         | Stalen achtbaan                  | Zierer                        | DC Superhero Adventures |
| Flashback                                       | 2000         | Stalen achtbaan shuttle-achtbaan | Vekoma                        | North End               |
| Bizarro                                         | 2000         | Stalen Megacoaster               | Intamin AG                    | DC Superhero Adventures |
| Batman - The Dark Knight                        | 2002         | Vloerloze achtbaan               | Bolliger & Mabillard          | Gotham City             |
| Pandemonium                                     | 2005         | Draaiende achtbaan               | Gerstlauer                    | North End               |
| Gotham City Gauntlet: Escape from Arkham Asylum | 2011         | Wildemuis-achtbaan               | Maurer Söhne                  | DC Superhero Adventures |
| Goliath                                         | 2012         | Giant Inverted Boomerang         | Vekoma                        | Crack Axle Canyon       |
| Wicked Cyclone                                  | 2015         | Hybride achtbaan                 | Rocky Mountain Construction   | North End               |
| The Joker                                       | 2017         | Vierdimensionale achtbaan        | S&S Worldwide                 | Gotham City             |

### Verwijderde achtbanen
| Naam                          | Openingsjaar | Sluitingsjaar | Type               | Bouwer                        |
| ----------------------------- | ------------ | ------------- | ------------------ | ----------------------------- |
| Giant Dip                     | Voor 1912    | Rond 1930     | Houten achtbaan    |                               |
| Greyhound                     | 1915         | 1933          | Houten achtbaan    | Josiah Pearce                 |
| Lightning                     | 1920         | 1933          | Houten achtbaan    | Harry C. Baker, Josiah Pearce |
| Whirlwind Racer               | 1928         | 1933          | Houten achtbaan    |                               |
| Wild Mouse                    | 1957         |               | Wildemuis-achtbaan | B.A. Schiff & Associates      |
| WildCat                       | 1974         | 1983          | Stalen achtbaan    | Anton Schwarzkopf             |
| Black Widow                   | 1977         | 1999          | Shuttle-achtbaan   | Arrow                         |
| Little Rickies Little Twister | 1978         | 1999          | Stalen achtbaan    | Allan Herschell Company       |
| Dark Knight                   |              | Nooit geopend | Wildemuis-achtbaan | MACK Rides                    |
| Cyclone                       | 1893         | 2014          | Houten achtbaan    | William Cobb & Associates     |